# Museo Casa de la Bola
El Museo Casa de la Bola se encuentra localizado en el barrio de Tacubaya en la Ciudad de México, México. El museo se enfoca a la difusión de las artes decorativas.

## Exposición permanente
El interior de la casa mantiene la atmósfera de una mansión de la aristocracia mexicana de finales del siglo XIX. Cuenta con 13 salones, en los que hay una variada selección de mobiliario, pintura y esculturas de los siglos XVI al XX.

## Historia de la casa
Se desconoce de dónde proviene el nombre del edificio y se ha especulado que se debe a un desaparecido ornamento en forma de esfera en la parte superior de la construcción o en el patio o que en el siglo XIX se organizó ahí una revuelta, en esa época la gente le solía llamar "la bola" a tales eventos.
El edificio, construido en el siglo XVIII, fue levantado sobre una propiedad que en el siglo XVI contaba con olivares y magueyes para la producción de aceite y pulque. Tuvo varios propietarios como Francisco Bazán Albornoz, (Inquisitor Apostólico del Santo Oficio), José Justo Gómez de la Cortina (Conde la Cortina), Ana María Rosso, José María Rincón Gallardo (Marqués de Guadalupe). 
El último dueño fue don Antonio Haghenbeck y de la Lama, quien en la década de 1940 la remodeló y la acondicionó como una mansión del siglo XIX, que es como se mantiene actualmente. En 1991, don Antonio instituyó la FCAHL, que hoy se encarga de abrir este lugar, y otras dos propiedades, como casas museo.
La Fundación Cultural Antonio Haghenbeck y de la Lama está inscrita en la Junta de Asistencia Privada de la Ciudad de México y para el sostenimiento de sus museos se hace de recursos gracias a la renta de algunos espacios, como el patio de la Casa de la Bola, que en los años 90 del siglo XX fue acondicionado con una duela y una cubierta de metal y material sintético
Según la tradición oral, en la Casa de la Bola se hospedaron algunos visitantes ilustres. entre otros, la Güera Rodríguez, la Marquesa Calderón de la Barca y José Zorrilla, autor de Don Juan Tenorio, quien durante su estancia en México, vivió en Tacubaya. En la segunda mitad del siglo XIX la casa siguió en manos de distintos miembros de la familia Rincón Gallardo.